# Dan Byrd
Daniel Byrd (født 20. november 1985) er en amerikansk skuespiller. De mest mærkbare roller, han har i genindspilningen af The Hills Have Eyes og Hilary Duff-filmen, A Cinderella Story. 

## Biografi
Byrd blev født i Marietta, Georgia. Han har en søster, Molly Byrd, og en bror, Ryan Byrd. Det var da den 8-årige Byrd var på Broadway for at se Andrew Lloyd Webbers The Phantom of the Opera, at han besluttede sig for at blive skuespiller. Byrd gik på Mariettas byskole, før han nåede highschool, hvor han blev hjemmeundervist. 
Byrds gennembrud kom efter utallige lokale produktioner og reklamer, da han blev castet til Lifetime Network tv-serie Any Day Now, hvor han spillede overfor Annie Potts og Lorraine Toussaint. Hans første spillefilmsrolle var som Carter Farrell i ungdomsfilmen A Cinderella Story. 
I 2006 medvirkede Byrd i to horrorfilm, genindspilningen af Wes Cravens klassiker The Hills Have Eyes og Tobe Hoopers film Mortuary. Han havde også en rolle i krimithrilleren Lonely Hearts med John Travolta og Salma Hayek. Byrd har i øjeblikket to film i post-production, til at udkomme dette år, en adventure film kaldet Outlaw Trail og et andet drama kaldet Jam.

### Trivia
- Er 1.78 m høj
- Har vundet 2 priser og været nomineret til 2

## Udvalgt filmografi
| År   | Titel                       | Rolle            | Bemærkninger                       |
| ---- | --------------------------- | ---------------- | ---------------------------------- |
| 1998 | Any Day Now (TV)            | Ung Colliar Sims |                                    |
| 2000 | 28 Days                     |                  |                                    |
| 2001 | Just Ask My Children (TV)   | Brian Kniffen    |                                    |
| 2004 | 'Salem's Lot (TV)           | Mark Petrie      | Præsenteret som Daniel Byrd        |
| 2004 | A Cinderella Story          | Carter           |                                    |
| 2004 | Clubhouse (TV)              | Mike Dougherty   |                                    |
| 2004 | Checking Out                | Jason Apple      |                                    |
| 2006 | Mortuary                    | Jonathan Doyle   |                                    |
| 2006 | The Hills Have Eyes         | Bobby Carter     |                                    |
| 2006 | Outlaw Trail                | Jess             | post-production                    |
| 2006 | Jam                         | Josh             | post-production                    |
| 2007 | Lonely Hearts               | Eddie Robinson   |                                    |
| 2007 | Aliens in America           | Justin Tolchuck  | Tv-serie/ premiere 1. oktober 2007 |
| 2007 | Revenge Of The Nerds Remake | Ukendt           | Delvis filmet, men blev aflyst     |